# Nogat (jezioro)
Nogat – jezioro rynnowe w Polsce, położone w województwie kujawsko-pomorskim, w powiecie grudziądzkim, w gminie Łasin, na Pojezierzu Łasińskim, nieopodal wsi Nogat.

## Opis
Przez Nogat przepływa rzeka Gardęga, która połączona jest ze znajdującym się o około 2 km na zachód jeziorem Kuchnia.
Jezioro jest długie na około 7 km, szerokie na 500 m, a głębokość maksymalna wynosi 27 m. Ogólna powierzchnia Nogatu wynosi 117,7 ha. Jezioro posiada III klasę czystości wód.